# Will of the People (single)
Will of the People is een nummer van de Britse rockband Muse uit 2022. Het is de derde single van zijn hun gelijknamige negende studioalbum.
Het nummer doet denken aan The Beautiful People van Marilyn Manson. "Will of the People" is een protestlied met een vrij stevig geluid. Het nummer is tekstueel geïnspireerd uit de Bestorming van het Amerikaanse Capitool in 2021, ook gaat het over de chaos en protesten in 2020, de opkomst van het populisme in de jaren '10 en over dictaturen. De boodschap van het nummer is dat 'de wil van het volk' ook een keerzijde heeft.
"Will of the People" bereikte de 96e positie in de Britse verkooplijst. In Nederland bereikte de plaat de 7e positie in de Verrukkelijke 15 van NPO Radio 2, in de Nederlandse Top 40 of Tipparade deed het echter niets.